# Hayley Squires
Pour les articles homonymes, voir Squire.
Hayley Squires, née le 16 avril 1988 à Forest Hill (Lewisham), est une actrice et dramaturge britannique.

## Biographie
Hayley est née le 16 avril 1988 à Forest Hill, un arrondissement londonien de Lewisham, en Angleterre.

## Filmographie sélective

### Cinéma
- 2014 : Blood Cells : Hayley
- 2015 : Polar Bear : Lea
- 2015 : A Royal Night Out : Debbie
- 2016 : Moi, Daniel Blake (I, Daniel Blake) : Katie
- 2016 : Away : Kaz
- 2021 : La Vie extraordinaire de Louis Wain (The Electrical Life of Louis Wain) de Will Sharpe
- 2021 : True Things de Harry Wootliff : Alison
- 2022 : Giantland de Yousaf Ali Khan : Maman
- 2023 : Beau Is Afraid d’Ari Aster : Penelope
- 2024 : Blitz de Steve McQueen : Tilda

### Télévision

#### Séries télévisées
- 2012 : Call the Midwife : Maureen Warren
- 2013 : Southcliffe : Louise Cooper (3 épisodes)
- 2016 : Murder : Bryony Phelps
- 2017 : Electric Dreams : une serveuse
- 2017 : Miniaturiste : Cornellia (3 épisodes)
- 2018 : Collateral : Laurie Stone (4 épisodes)
- 2020 : Adult Material : Jolene Dollar / Hayley Burrows (4 épisodes)
- 2022 : The Essex Serpent : Martha (6 épisodes)
- À venir : Great Expectations : Sara

#### Téléfilms
- 2013 : Complicit de Niall MacCormick : Joan
- À venir : Maryland de Brian Hill et Lucy Kirkwood : Mary